# امپلیکون
امپلیکون (به انگلیسی: Amplicon) یک قطعه از دی.ان.ای. یا آر.ان.ای. است که منبع و/یا محصول طبیعی یا مصنوعی رخدادهای تکثیری و همانندسازی (amplification & replication) است. محصول PCR می‌تواند از طریق روش‌های مختلفی از جمله واکنش‌های زنجیره‌ای پلیمراز (Polymerase Chain Reaction)، واکنش‌های زنجیر‌ ای لیگاز (LCR) یا نسخه ‌برداری ژنی طبیعی (natural gene duplication) ایجاد شود. فرایند “amplification” به تولید یک یا چندین کپی از یک قطعه ژنتیکی یا توالی هدف خصوصاً قطعه محصول PCR اشاره دارد.
Amplification در تحقیقات، پزشکی و پزشکی قانونی برای اهدافی از جمله تشخیص و تعیین عوامل عفونی، شناسایی بقایای انسانی و استخراج ژنوتیپ از موی انسان، استفاده می‌شود.
نسخه‌ برداری ژنی طبیعی در اشکال مختلفی از سرطان‌های انسانی از جمله لنفوم سلول B اولیه و لنفوم Hodgkin نقش دارد. در نسخه برداری ژنی طبیعی منظور از امپلیکون‌ها، یا قطعات DNA ی کروموزومی است که از ژنوم جدا شده، تکثیر یافته و در محل دیگری از ژنوم مجدداً جایگیری کرده‌اند یا DNAهای خارج کروموزومی است که وارد هسته شده و در طی تقسیم سلول، تکثیر می‌شوند. تکثیر ژن‌های کد شده توسط این امپلیکون‌ها به طور کلی باعث افزایش رونویسی از ژن و در نهایت افزایش میزان پروتین مربوطه است.

## ساختار
امپلیکون‌ها عموماً تکرارهای مستقیم (سر به دم) یا تکرارهای معکوس (سر به سر یا دم به دم) توالی‌های ژنتیکی می‌باشند و می‌توانند دارای ساختارهای خطی یا حلقوی باشند. امپلیکون‌های حلقوی شامل تکرارهای معکوس ناقصی هستند که به صورت حلقه شکل می‌گیرند و به نظر می‌رسد که از پیش‌سازهای امپلیکون‌های خطی به وجود آمده‌اند.
در طول تکثیر مصنوعی، طول قطعه توسط اهداف آزمایشی تعیین می‌شود.

## فناوری
آنالیز امپلیکن‌ها با پیشرفت و توسعه‌ی روش‌های تکثیری مانند روش PCR و همچنین به صورت فزاینده‌ای به وسیله‌ی فناوری‌های ارزان‌تر و با توان بالا (highthrouput) برای توالی‌یابی DNA(DNA sequencing) یا توالی‌یابی نسل بعد (next-generation sequencing) امکان‌پذیر شده است.
فناوری‌های توالی‌یابی DNA مثل توالی‌یابی نسل بعد امکان مطالعه امپلیکون در مطالعات زیست‌شناسی و ژنتیکی از جمله تحقیقات بر روی ژنتیک سرطان، ژنتیک فرگشت و ژنتیک انسانی را فراهم نموده است. صرف نظر از روش مورد استفاده برای تکثیر امپلیکون، باید از برخی تکنیک‌های دیگر برای کمّی کردن میزان محصول به دست آمده استفاده نمود. به طور کلی این تکنیک‌ها ترکیبی از یک مرحله ضبط و یک مرحله تشخیص می‌باشند. هرچند که چگونگی ترکیب این مراحل بسته به نوع آنالیز کمّی مورد استفاده، متفاوت است.

## کاربردها
از روش PCR می‌توان برای تعیین جنسیت یک نمونه دی.ان.ای. انسانی استفاده نمود. کیت مورد استفاده برای تعیین جنسیت شامل یک جفت پرایمر برای تکثیر ناحیه مورد نظر و مواد متداول واکنش زنجیره‌ای پلیمراز می‌باشد. از روش LCR می‌توان برای تشخیص بیماری سل استفاده نمود. در این روش محصول تولید شده از طریق یک تکنیک خاص ایمونو به نام microparticle enzyme immunoassay (MEIA) شناسایی می‌شود.